# 191-я улица (линия Бродвея и Седьмой авеню, Ай-ар-ти)
|   |   |   |   |
| · | · | · | · |

|   |   |   |   |
| · | · | · | · |

«191-я улица» (англ. 191st Street) — станция Нью-Йоркского метрополитена, расположенная на линии Бродвея и Седьмой авеню, Ай-ар-ти.  На станции останавливается маршрут 1 (круглосуточно). Она представлена двумя боковыми платформами, обслуживающими два пути. Эта станция является самой глубокой в Нью-Йоркском метрополитене, она находится на глубине около 53 м под поверхностью земли.
Станция была открыта 14 января 1911 года, на уже построенном в 1906 году участке линии между 181st Street и 215th Street.
Станция отделана мозаикой.
- Выход на Бродвей в мае 2015 года
- Тоннель, ведущий к тому же выходу
- Прежнее оформление того же выхода
- Тот же выход до 2008 года